# Nyctimystes semipalmatus
Nyctimystes semipalmatus es una rana de árbol de la familia Pelodryadidae de Papúa Nueva Guinea.  Los científicos la encontraron en las montañas Owen Stanley, entre Garaina y Mount Dayman, a 300 a 700 metros sobre el nivel del mar. Vive en bosques y humedales no cerca del océano.
Los científicos estudiaron ranas muertas preservadas. Entre estos, lel macho adulto más grande tenía 8.4 cm de largo, pero la mayoría estaba más cerca de 6.4 cm de largo. Las hembras medían aproximadamente 5.9 a 8.0 cm de largo. Las ranas muertas eran grises y marrones, pero el conservante puede haber cambiado su color.  Científicos que escribieron sobre esta rana preservada hace años dijeron que se veía rosa.
Se observó una rana hembra cautiva poniendo 400 huevos a la vez. Tenían 2.6 mm de diámetro. Eran de color crema.